# June Christy
June Christy (născută Shirley Luster, n. 20 noiembrie 1925, Springfield, Illinois, SUA – d. 21 iunie 1990, Sherman Oaks, Los Angeles, California, SUA) a fost o cântăreață americană, cunoscută pentru munca ei în genul cool de jazz și pentru vocea ei netedă. Succesul ei ca cântăreață a început cu The Stan Kenton Orchestra . Ea a urmat o carieră solo din 1954 și este cel mai bine cunoscută pentru albumul ei de debut Something Cool . După moartea ei, a fost salutată drept „una dintre cele mai bune și mai neglijate cântărețe din vremea ei”.

## Biografie

### Tinerețea
Shirley Luster s-a născut în Springfield, Illinois , Statele Unite. [1] S-a mutat împreună cu părinții ei Steve și Marie (născută Crain) Luster la Decatur, Illinois , când avea trei ani. Ea a început să cânte cu orchestra Bill Oetzel din Decatur la treisprezece ani. În timp ce mergea la Decatur High School, ea a apărut alături de Oetzel și trupa lui de societate, Ben Bradley Band și Bill Madden's Band. După liceu s-a mutat la Chicago , și-a schimbat numele în Sharon Leslie și a cântat cu un grup condus de Boyd Raeburn . Mai târziu s-a alăturat trupei lui Benny Strong. În 1944, trupa lui Strong s-a mutat în New York City, în același timp cu Christypus în carantină în Chicago cu scarlatina .
Lucrează cu Orchestra lui Stan Kenton 
În 1945, după ce a auzit că Anita O'Day a părăsit orchestra lui Stan Kenton , a dat o audiție și a fost aleasă pentru rolul de vocalist. În acest timp, ea și-a schimbat numele încă o dată, devenind June Christy .
Vocea ei a produs hituri precum „ Shoo Fly Pie and Apple Pan Dowdy ”, „ Tampico ” cu vânzări de milioane în 1945 și „ How High the Moon ”. [1] „Tampico” a fost cel mai vândut record al lui Kenton. Când orchestra Kenton s-a desființat temporar în 1948, ea a cântat în cluburi de noapte pentru o scurtă perioadă de timp și s-a reunit cu trupa doi ani mai târziu. [3] [4] Christy a apărut ca vocal invitată pe albumele Kenton: Artistry in Rhythm (Capitol BD-39, 1946 [1947]), A Presentation of Progressive Jazz (Capitol CD-79, 1947 [1948]), Encores ( Capitol CC-113, 1945–47 [1949]), Inovații în muzica modernă (Capitol P-189,Stan Kenton Presents (Capitol L/P-248, 1950), Stan Kenton Classics (Capitol H/T-358, 1944–47 [1952]) și The Kenton Era (Capitol WDX-569, 1940–54, [1955] ).
Începând cu 28 septembrie 1959, Christy a început un turneu de cinci săptămâni de 38 de spectacole numit Road Show . Facturarea de stele: Stan Kenton și orchestra sa, June Christy și The Four Freshmen . Capitol a înregistrat momente importante pe 10 octombrie la Universitatea Purdue din Lafayette, Indiana , pentru un LP cu două discuri, reeditat pe CD în 1988.
Cariera solo 
Din 1947, a început să lucreze la propriile discuri, în primul rând cu aranjorul și liderul trupei Pete Rugolo . În 1954, ea a lansat un LP de 10 inchi intitulat Something Cool , înregistrat cu Rugolo și orchestra sa, [1] o adunare de muzicieni de jazz remarcabili din Los Angeles, care au inclus soțul ei, multi-instrumentistul Bob Cooper și saxofonistul alto Bud Shank . Something Cool a fost relansat ca LP de 12 inchi în 1955 cu selecții suplimentare și apoi reînregistrat în întregime în stereo în 1960 cu un personal oarecum diferit. Christy a spus mai târziu că albumul a fost „singurul lucru pe care l-am înregistrat și de care nu sunt nemulțumit”. [5] Ceva coola fost, de asemenea, importantă în lansarea mișcării vocale cool din anii 1950 și a ajuns în Top 20, la fel ca și al treilea album al ei, The Misty Miss Christy .

Bob Cooper și June Christy c.  1947
În anii 1950 și 1960, Christy a apărut într-o serie de programe de televiziune, inclusiv în emisiunea de scurtă durată CBS Adventures in Jazz (1949), Eddie Condon's Floor Show (1949), The Jackie Gleason Show (1953), The Tonight Show (1955) . ), The Nat King Cole Show (1957), Stars of Jazz (1958), The Steve Allen Show (1959) , The Lively Ones (1963), [6] și The Joey Bishop Show (1967). De asemenea, a apărut la primul concert de jazz sponsorizat de televiziune, The Timex All-Star Jazz Show I (30 decembrie 1957), [7] care a prezentat șiLouis Armstrong , Carmen McRae , Duke Ellington și Gene Krupa .
Christy a cântat în Europa , Africa de Sud , Australia și Japonia , dar turneele extinse au început în cele din urmă să afecteze căsnicia ei și s-a retras din turnee în anii 1960. [8]
RM Cook și Brian Morton, scriitorii The Penguin Guide to Jazz Recordings , au apreciat corpul cântăreței: „Vocea sănătoasă, dar deosebit de senzuală, a lui Christy este mai puțin vehiculul unui improvizator decât un instrument pentru replici lungi și controlate și umbrirea unui vibrato fin . Cele mai mari momente ale ei – sfâșietorul „Something Cool” în sine, „Midnight Sun”, „I Should Care” – sunt la fel de aproape de a crea interpretări.(
1. 1 2  June Christy, Find a Grave, accesat în 9 octombrie 2017
2. 1 2  Autoritatea BnF, accesat în 10 octombrie 2015
3. 1 2  „June Christy”, Gemeinsame Normdatei, accesat în 13 octombrie 2015
4. ↑  CONOR.SI[*] Verificați valoarea |titlelink= (ajutor)